# Chirocephalidae
Chirocephalidae — семейство жаброногих ракообразных. Характеризуются отсутствующей или зачаточной максиллой, наличием более чем двух щетинок на пятом эндите, разделенными преэпиподитами и широко раздвинутыми семенными пузырьками Включает следующие восемь родов, некоторые из которых ранее относили к семействам Linderiellidae и Polyartemiidae:
- Artemiopsis G. O. Sars, 1897
- Branchinectella Daday de Dées, 1910
- Chirocephalus Prévost, 1820
- Dexteria Brtek, 1965
- Eubranchipus Verrill, 1870
- Linderiella Brtek, 1964
- Polyartemia Fischer, 1851
- Polyartemiella Daday de Dées, 1909